# リビオ・ダンテ・ポルタ

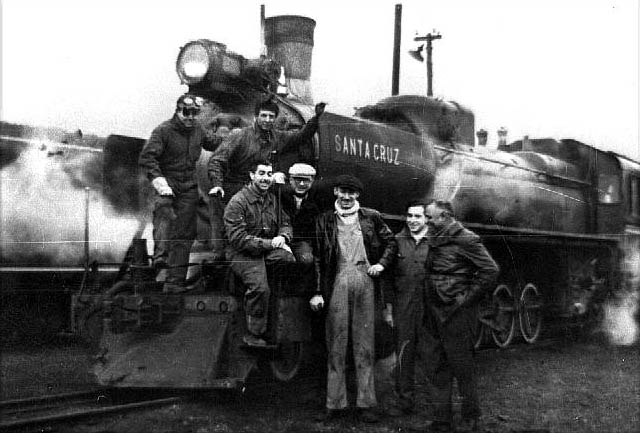
アルゼンチンの新三菱重工製100型蒸気機関車「サンタクルス」と写るリビオ・ダンテ・ポルタ（写真を見て右から３番目）

リビオ・ダンテ・ポルタ（Livio Dante Porta、1922年3月21日 - 2003年6月10日）は、アルゼンチンの蒸気機関車技術者である。彼は、既存の蒸気機関車に革新的な改良を加えて高い性能とエネルギー効率、汚染の削減を実現したことで特に知られている。キルポア (Kylpor)、レムパー (Lempor) の両エキゾーストシステムを開発した。亡くなる時点においてもレンプレックスイジェクタ (Lemprex ejector) を開発中であった。

## 初期
サンタフェ州ロサリオに生まれた。土木工学を勉強し、1946年に卒業した。この頃、既にヨーロッパや北アメリカでは蒸気機関車はディーゼル機関車や電気機関車に取って代わられつつあった。

## 経歴

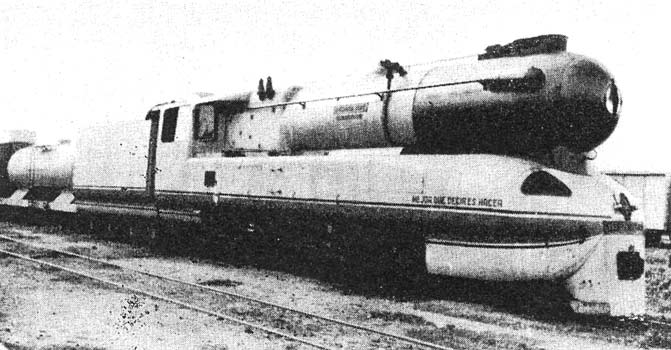
ポルタの改造した４－８－０の機関車ラ・アルヘンティーナ

自然なことに、ポルタの最初のプロジェクトはアルゼンチンであった。フランスのアンドレ・シャプロンの業績を出発点として、蒸気機関車はまだその最大の潜在能力まで全く到達していないということを示し始めた。彼の最初の機関車プロジェクトは1948年にメーターゲージの車軸配置4-6-2の機関車を4シリンダーの複式4-8-0に改造したもので、「プレシデンテ・ペロン」(Presidente Peron) あるいは「アルヘンティーナ」(Argentina) と名づけられた。シャプロンが行った改造と同じように、高圧と低圧の間に再熱装置が組み込まれている。また大きな特徴として、石炭を蒸し焼きにして一酸化炭素ガスを発生させてこれを燃焼させるガス化燃焼システム (GPCS: Gas Produce Combustion System) を導入しており、これはシャプロンも導入していないものであった。ポルタの最初のプロジェクトであるこの機関車は、今なお多くの機関車の効率記録を持っている。ドローバー出力は2,120 馬力、動輪直径1,270 ミリながら時速120 キロメートルを出した。これに基づいてアルゼンチンの多くの蒸気機関車が改造されている。
ポルタは1957年にパタゴニアへ移り、リオ・トゥルビオ鉱山鉄道のゼネラルマネージャーとなった。ここでは750 mm狭軌の車軸配置2-10-2の日本の新三菱重工業（三原製作所）製のリオ・トゥルビオ鉱山鉄道100型蒸気機関車が10両運用されていた。重量48 トン、ドローバー出力700 馬力の設計であったが、クリンカーが多くできる石炭を使ったために予定の出力を出せずにいた。キルポア・エキゾーストやGPCSを適用した改造によってこの機関車は1,200 馬力を出せるようになり、1963年の日本への再発注ではこうした改良点が当初から織り込まれている。こうして改造を受けた日本製の蒸気機関車の中には「アンドレ・シャプロン」(Andre Chapelon) と名づけられたものもあった。この蒸気機関車群は1997年まで運用されたが、ポルタの技術は取扱いに時間をかけて専門的な知識を理解することが求められ、同鉄道ではポルタたちの意図しない、ちぐはぐな改造が必然的に行われ、それぞれの機関車は微妙に異なった様々な形態となり発生しないはずの問題が表面化するようになった。このため、いつまでポルタの技術が使われていたか、はっきりしていない。。
1960年、彼はブエノスアイレスへ戻り、産業工学ナショナル研究所 (INTI) の熱力学部門長に就任した。彼の蒸気機関車技術に関する著作はかなりの量に上ったが、多くは出版されなかった。
1974年からは、南アフリカへ出向いてイギリス国鉄出身の技術者デービッド・ウォーデール (David Wardale) と協力して南アフリカの蒸気機関車の改良に取り組んだ。ここでは南アフリカ国鉄25型蒸気機関車にGPCSを取り付け、レムパー型排気ノズルを装備した2本煙突にするなど諸般の改造を行って南アフリカ国鉄26型蒸気機関車とした。この機関車は時速75 キロメートルで4,492 馬力を発揮し、狭軌の鉄道では世界最高の出力を持つ蒸気機関車となった。ただし25型は空転の常態化という欠陥を抱えており26型はそれをさらに悪化させたばかりか、様々な問題が発生したことで、実用化にはほど遠い失敗作となった。
なお、イギリス国鉄6形蒸気機関車の新造プロジェクトを進めている団体はGPCSの利点を認めつつも、燃焼が難しいばかりか特定の石炭が必要とされる問題があると述べている。
1980年代には、ポルタと家族はアメリカン・コール・エンタープライゼス (ACE: American Coal Enterprises) プロジェクトの蒸気機関車ACE3000の開発に招かれてアメリカ合衆国へ移った。ポルタがアルゼンチン国外に居住したのはこの時が唯一である。このプロジェクトはオイルショックにより石油が高騰したことを受けて、最新の技術を取り込んだ蒸気機関車を設計して再びアメリカで蒸気機関車を走らせようというもので、蒸気機関車ファンの夢と実業家の新規事業が合わさったものであった。しかし熟練した機関士の操作でも扱いが難しいGPCSを自動運転にし、重連総括制御を実現し、南アフリカの25型で補機に出力を浪費しすぎて失敗した復水器を搭載するという技術的に極めて難易度の高い要求を一度に設定してディーゼル機関車に対抗しようとしたことと、石油の価格が再び安価に落ち着いたことからプロジェクトは失敗した。これによりポルタはアルゼンチンへ帰国し、アルゼンチンとブラジル、パラグアイで引き受けた次の仕事に移った
晩年は共に仕事をしていたロジャー・ワーラーと共同でドイツ国鉄52型蒸気機関車の近代化やLNER A1の新造プロジェクトの改良案を提出、さらにキューバのバガスで走る蒸気機関車のプロジェクトも関わった。なお52型の近代化とLNER A1の新造プロジェクトでは、本格的な新技術は実用上の問題が多いものや設計承認などの手間がかかるものばかりであり導入は却下され、部分改良が実行されたのみである。

## 家族の悲劇
1970年代のアルゼンチンの汚い戦争の最中に、彼の娘は自宅から銃を突きつけられて連れ出されて行方不明となった。